# حمام همچان
حمام همچان مربوط به دوره قاجار است و در شهرستان گلوگاه، بخش مرکزی، دهستان توسکا چشمه، روستای همچان واقع شده و این اثر در تاریخ ۲۷ آبان ۱۳۸۶ با شمارهٔ ثبت ۲۰۲۷۷ به‌عنوان یکی از آثار ملی ایران به ثبت رسیده است.